# Zwitserland op de Olympische Zomerspelen 2024
Zwitserland nam deel aan de Olympische Zomerspelen 2024 in Parijs, Frankrijk.

## Medailleoverzicht
| Medaille | Naam                       | Sport          | Onderdeel                | Datum      |
| -------- | -------------------------- | -------------- | ------------------------ | ---------- |
| Goud     | Chiara Leone               | Schietsport    | 50 m kkg 3-houdingen (v) | 2 augustus |
|          |                            |                |                          |            |
| Zilver   | Julie Derron               | Triatlon       | individueel (v)          | 31 juli    |
| Zilver   | Steve Guerdat              | Springen       | Individueel (x)          | 6 augustus |
|          |                            |                |                          |            |
| Brons    | Audrey Gogniat             | Schietsport    | 10 m luchtgeweer (v)     | 29 juli    |
| Brons    | Roman Mityukov             | Zwemmen        | 200 m rugslag (m)        | 1 augustus |
| Brons    | Roman Röösli Andrin Gulich | Roeien         | Twee-zonder (m)          | 2 augustus |
| Brons    | Zoé Claessens              | BMX            | Race (v)                 | 2 augustus |
| Brons    | Hüberli Brunner            | Beachvolleybal | Beachvolleybal (v)       | 9 augustus |

## Aantal Deelnemers
Hieronder volgt een overzicht van de atleten die deelnamen aan de Olympische Zomerspelen van 2024.
| Sport            | Mannen | Vrouwen | Totaal |
| ---------------- | ------ | ------- | ------ |
| Atletiek         | 11     | 20      | 31     |
| Badminton        | 1      | 1       | 2      |
| Golf             | 1      | 2       | 3      |
| Gymnastiek       | 5      | 1       | 6      |
| JUdo             | 2      | 1       | 3      |
| Kanovaren        | 1      | 1       | 2      |
| Klimsport        | 1      | 0       | 1      |
| Moderne vijfkamp | 1      | 1       | 2      |
| Paardensport     | 6      | 3       | 9      |
| Roeien           | 12     | 5       | 17     |
| Schermen         | 1      | 1       | 2      |
| Schietsport      | 2      | 4       | 6      |
| Tennis           | 1      | 1       | 2      |
| Triatlon         | 2      | 2       | 4      |
| Volleybal        | 0      | 4       | 4      |
| Wielersport      | 7      | 11      | 18     |
| Zeilen           | 4      | 3       | 7      |
| Zwemmen          | 7      | 1       | 8      |
| Totaal           | 65     | 62      | 127    |

## Deelnemers en resultaten

### Atletiek

#### Loopnummers
Mannen
| atleet              | onderdeel    | voorronde | voorronde | series   | series | herkansingen  | herkansingen   | halve finale   | halve finale   | finale         | finale         |
| atleet              | onderdeel    | tijd      | rang      | tijd     | rang   | tijd          | rang           | tijd           | rang           | tijd           | rang           |
| ------------------- | ------------ | --------- | --------- | -------- | ------ | ------------- | -------------- | -------------- | -------------- | -------------- | -------------- |
| William Reais       | 200 m        | n.v.t.    | n.v.t.    | 20,92    | 7 H    | colspan=2 DNS | niet geplaatst | niet geplaatst | niet geplaatst | niet geplaatst |                |
| Timothé Mumenthaler | 200 m        | n.v.t.    | n.v.t.    | 20,63    | 5 H    | 20,67         | 3              | niet geplaatst | niet geplaatst | niet geplaatst | niet geplaatst |
| Felix Svensson      | 200 m        | n.v.t.    | n.v.t.    | 20,54    | 5 H    | 20,65         | 4              | niet geplaatst | niet geplaatst | niet geplaatst | niet geplaatst |
| Lionel Spitz        | 400 m        | n.v.t.    | n.v.t.    | 45,81    | 6 H    | 45,51         | 4              | niet geplaatst | niet geplaatst | niet geplaatst | niet geplaatst |
| Jonas Raess         | 5000 m       | n.v.t.    | n.v.t.    | 13.55,04 | 12     | n.v.t.        | n.v.t.         | n.v.t.         | n.v.t.         | niet geplaatst | niet geplaatst |
| Jason Joseph        | 110 m horden | n.v.t.    | n.v.t.    | 13,26    | 1 Q    | bye           | bye            | 13,44          | 6              | niet geplaatst | niet geplaatst |
| Julien Bonvin       | 400 m horden | n.v.t.    | n.v.t.    | 49,82    | 6 H    | 49,08         | 3              | niet geplaatst | niet geplaatst | niet geplaatst | niet geplaatst |
| Tadesse Abraham     | marathon     | n.v.t.    | n.v.t.    | n.v.t.   | n.v.t. | n.v.t.        | n.v.t.         | n.v.t.         | n.v.t.         | 2.12.22        | 38             |
| Matthias Kyburz     | marathon     | n.v.t.    | n.v.t.    | n.v.t.   | n.v.t. | n.v.t.        | n.v.t.         | n.v.t.         | n.v.t.         | 2.11.32        | 30             |

Vrouwen
| atlete                                                                                        | onderdeel    | voorronde | voorronde | series   | series | herkansingen | herkansingen | halve finale   | halve finale   | finale         | finale         |
| atlete                                                                                        | onderdeel    | tijd      | rang      | tijd     | rang   | tijd         | rang         | tijd           | rang           | tijd           | rang           |
| --------------------------------------------------------------------------------------------- | ------------ | --------- | --------- | -------- | ------ | ------------ | ------------ | -------------- | -------------- | -------------- | -------------- |
| Géraldine Frey                                                                                | 100 m        | bye       | bye       | 11,34    | 5      | n.v.t.       | n.v.t.       | niet geplaatst | niet geplaatst | niet geplaatst | niet geplaatst |
| Salomé Kora                                                                                   | 100 m        | bye       | bye       | 11,35    | 4      | n.v.t.       | n.v.t.       | niet geplaatst | niet geplaatst | niet geplaatst | niet geplaatst |
| Mujinga Kambundji                                                                             | 100 m        | bye       | bye       | 11,05    | 2 Q    | n.v.t.       | n.v.t.       | 11,05          | 3 q            | niet geplaatst | niet geplaatst |
| Mujinga Kambundji                                                                             | 200 m        | n.v.t.    | n.v.t.    | 22,75    | 3 Q    | bye          | bye          | 22,63          | 4              | niet geplaatst | niet geplaatst |
| Léonie Pointet                                                                                | 200 m        | n.v.t.    | n.v.t.    | 23,42    | 6 H    | 23,37        | 4            | niet geplaatst | niet geplaatst | niet geplaatst | niet geplaatst |
| Rachel Pellaud                                                                                | 800 m        | n.v.t.    | n.v.t.    | 2.00,07  | 3 Q    | bye          | bye          | 2.03,36        | 8              | niet geplaatst | niet geplaatst |
| Valentina Rosamilia                                                                           | 800 m        | n.v.t.    | n.v.t.    | 2.00,45  | 4 H    | 1.59,65      | 2 q          | 1.59,27        | 7              | niet geplaatst | niet geplaatst |
| Audrey Werro                                                                                  | 800 m        | n.v.t.    | n.v.t.    | 1.59,38  | 5      | 2.00,62      | 3            | niet geplaatst | niet geplaatst | niet geplaatst | niet geplaatst |
| Ditaji Kambundji                                                                              | 100 m horden | n.v.t.    | n.v.t.    | 12,81    | 3 Q    | bye          | bye          | 12,68          | 5              | niet geplaatst | niet geplaatst |
| Yasmin Giger                                                                                  | 400 m horden | n.v.t.    | n.v.t.    | 55,44    | 4 H    | 55,18        | 5            | niet geplaatst | niet geplaatst | niet geplaatst | niet geplaatst |
| Helen Bekele Tola                                                                             | marathon     | n.v.t.    | n.v.t.    | n.v.t.   | n.v.t. | n.v.t.       | n.v.t.       | n.v.t.         | n.v.t.         | 2.29.43        | 22             |
| Fabienne Schlumpf                                                                             | marathon     | n.v.t.    | n.v.t.    | n.v.t.   | n.v.t. | n.v.t.       | n.v.t.       | n.v.t.         | n.v.t.         | 2.28.10 SB     | 16             |
| Sarah Atcho-Jaquier Léonie Pointet Géraldine Frey Mujinga Kambundji Salome Kora Emma van Camp | 4x100m       | n.v.t.    | n.v.t.    | 42,38 SB | 3 Q    | n.v.t.       | n.v.t.       | n.v.t.         | n.v.t.         | DSQ            | DSQ            |
| Annina Fahr Catia Gubelmann Yasmin Giger Lena Wernli Julia Niederberger Giulia Senn           | 4x400m       | n.v.t.    | n.v.t.    | 3.29,75  | 7      | n.v.t.       | n.v.t.       | n.v.t.         | n.v.t.         | niet geplaatst | niet geplaatst |

Gemengd
| Lionel Spitz Charles Devantay Ricky Petrucciani Giulia Senn Yasmin Giger Annina Fahr | 4x400m | 3.12,77 NR | 6 | n.v.t. | n.v.t. | n.v.t. | n.v.t. | niet geplaatst | niet geplaatst |

#### Technische nummers
Mannen
| atleet        | onderdeel   | kwalificaties | kwalificaties | finale  | finale |
| atleet        | onderdeel   | afstand       | rang          | afstand | rang   |
| ------------- | ----------- | ------------- | ------------- | ------- | ------ |
| Simon Ehammer | verspringen | 8,09 m        | 4 q           | 8,20 m  | 4      |

Vrouwen
| atlete           | onderdeel        | kwalificaties | kwalificaties | finale         | finale         |
| atlete           | onderdeel        | afstand       | rang          | afstand        | rang           |
| ---------------- | ---------------- | ------------- | ------------- | -------------- | -------------- |
| Angelica Moser   | polsstokspringen | 4,55 m        | =1 Q          | 4,80 m         | 4              |
| Pascale Stöcklin | polsstokspringen | 4,20 m        | 27            | niet geplaatst | niet geplaatst |

#### Meerkamp
Vrouwen
| atlete      | onderdeel | onderdeel | 100 h | hs   | ks    | 200 m | vs   | sw    | 800 m   | totaal | rang |
| ----------- | --------- | --------- | ----- | ---- | ----- | ----- | ---- | ----- | ------- | ------ | ---- |
| Annik Kälin | zevenkamp | res.      | 12,87 | 1,74 | 14,02 | 23,88 | 6,59 | 48,14 | 2.11,63 | 6639   | 4    |
| Annik Kälin | zevenkamp | pnt.      | 1144  | 903  | 795   | 992   | 1036 | 824   | 945     | 6639   | 4    |

### Badminton
Mannen
| atleet       | onderdeel | groepsfase           | groepsfase           | groepsfase           | groepsfase | eliminatie           | kwartfinale          | halve finale         | finale / BM          | finale / BM    |
| atleet       | onderdeel | tegenstander uitslag | tegenstander uitslag | tegenstander uitslag | rang       | tegenstander uitslag | tegenstander uitslag | tegenstander uitslag | tegenstander uitslag | rang           |
| ------------ | --------- | -------------------- | -------------------- | -------------------- | ---------- | -------------------- | -------------------- | -------------------- | -------------------- | -------------- |
| Tobias Künzi | enkelspel | Li S V 0 - 2         | Opeyori W 2 - 0      | n.v.t.               | 2          | niet geplaatst       | niet geplaatst       | niet geplaatst       | niet geplaatst       | niet geplaatst |

Vrouwen
| atleet             | onderdeel | groepsfase           | groepsfase           | groepsfase           | groepsfase | eliminatie           | kwartfinale          | halve finale         | finale / BM          | finale / BM    |
| atleet             | onderdeel | tegenstander uitslag | tegenstander uitslag | tegenstander uitslag | rang       | tegenstander uitslag | tegenstander uitslag | tegenstander uitslag | tegenstander uitslag | rang           |
| ------------------ | --------- | -------------------- | -------------------- | -------------------- | ---------- | -------------------- | -------------------- | -------------------- | -------------------- | -------------- |
| Jenjira Stadelmann | enkelspel | Marín V 0 - 2        | Darragh W 2 - 1      | n.v.t.               | 2          | niet geplaatst       | niet geplaatst       | niet geplaatst       | niet geplaatst       | niet geplaatst |

### Golf
| atleet            | onderdeel | eerste ronde | tweede ronde | derde ronde | vierde ronde | totaal | totaal | totaal |
| atleet            | onderdeel | score        | score        | score       | score        | score  | par    | rang   |
| ----------------- | --------- | ------------ | ------------ | ----------- | ------------ | ------ | ------ | ------ |
| Joel Girrbach     | mannen    | 69           | 72           | 70          | 76           | 287    | +3     | 49     |
| Albane Valenzuela | vrouwen   | 72           | 74           | 74          | 65           | 285    | -3     | 13     |
| Morgane Métraux   | vrouwen   | 70           | 66           | 71          | 79           | 286    | -2     | 18     |

### Gymnastiek

#### Turnen
Mannen
| atleet              | onderdeel | kwalificatie | kwalificatie | kwalificatie | kwalificatie | kwalificatie | kwalificatie | kwalificatie | kwalificatie | finale  | finale  | finale  | finale  | finale  | finale  | finale  | finale  |
| atleet              | onderdeel | toestel      | toestel      | toestel      | toestel      | toestel      | toestel      | totaal       | positie      | toestel | toestel | toestel | toestel | toestel | toestel | totaal  | positie |
| atleet              | onderdeel | vloer        | voltige      | ringen       | sprong       | brug         | rekstok      | totaal       | positie      | vloer   | voltige | ringen  | sprong  | brug    | rekstok | totaal  | positie |
| ------------------- | --------- | ------------ | ------------ | ------------ | ------------ | ------------ | ------------ | ------------ | ------------ | ------- | ------- | ------- | ------- | ------- | ------- | ------- | ------- |
| Luca Giubellini     | team      | 13,666       | 13,000       | -            | 14,600       | -            | -            | n.v.t.       | n.v.t.       | -       | 13,166  | 13,300  | -       | 14,366  | 13,466  | n.v.t.  | n.v.t.  |
| Matteo Giubellini   | team      | 13,800       | 14,233       | 13,233       | 13,900       | 14,500       | 13,400       | 83,066       | 12 Q         | 14,000  | 14,000  | -       | 13,433  | -       | -       | n.v.t.  | n.v.t.  |
| Florian Langenegger | team      | 13,633       | 13,633       | 12,933       | 14,433       | 14,166       | 13,100       | 81,898       | 20 Q         | 13,700  | -       | 13,400  | 14,066  | -       | -       | n.v.t.  | n.v.t.  |
| Noe Seifert         | team      | 14,100       | 13,866       | 13,366       | 14,066       | 14,600       | 11,800       | 81,798       | 21           | 13,966  | 13,633  | 13,533  | -       | 14,400  | 12,866  | n.v.t.  | n.v.t.  |
| Taha Serhani        | team      | -            | -            | -            | -            | 14,500       | 13,633       | n.v.t.       | n.v.t.       | -       | -       | -       | 14,133  | 14,233  | 13,566  | n.v.t.  | n.v.t.  |
| Totaal              | team      | 41,566       | 41,732       | 39,532       | 43,099       | 43,600       | 40,133       | 249,662      | 7 Q          | 41,866  | 40,799  | 40,233  | 41,632  | 42,999  | 39,898  | 247,427 | 7       |

Individuele finales
| atleet              | onderdeel | kwalificatie | kwalificatie | kwalificatie | kwalificatie | kwalificatie | kwalificatie | kwalificatie | kwalificatie | finale  | finale  | finale  | finale  | finale  | finale  | finale | finale  |
| atleet              | onderdeel | toestel      | toestel      | toestel      | toestel      | toestel      | toestel      | totaal       | positie      | toestel | toestel | toestel | toestel | toestel | toestel | totaal | positie |
| atleet              | onderdeel | vloer        | voltige      | ringen       | sprong       | brug         | rekstok      | totaal       | positie      | vloer   | voltige | ringen  | sprong  | brug    | rekstok | totaal | positie |
| ------------------- | --------- | ------------ | ------------ | ------------ | ------------ | ------------ | ------------ | ------------ | ------------ | ------- | ------- | ------- | ------- | ------- | ------- | ------ | ------- |
| Matteo Giubellini   | meerkamp  | zie team     | zie team     | zie team     | zie team     | zie team     | zie team     | zie team     | zie team     | 14,100  | 14,533  | 13,300  | 13,800  | 14,033  | 13,566  | 83,332 | 10      |
| Florian Langenegger | meerkamp  | zie team     | zie team     | zie team     | zie team     | zie team     | zie team     | zie team     | zie team     | 14,066  | 13,566  | 13,366  | 14,133  | 13,700  | 13,033  | 81,864 | 16      |

Vrouwen
| Turnster(s) | Onderdeel | Kwalificatie | Kwalificatie | Kwalificatie | Kwalificatie | Kwalificatie | Kwalificatie | Finale         | Finale         | Finale         | Finale         | Finale         | Finale         |
| Turnster(s) | Onderdeel | Toestel      | Toestel      | Toestel      | Toestel      | Totaal       | Plaats       | Toestel        | Toestel        | Toestel        | Toestel        | Totaal         | Plaats         |
| Turnster(s) | Onderdeel | Sprong       | Brug         | Balk         | Vloer        | Totaal       | Plaats       | Sprong         | Brug           | Balk           | Vloer          | Totaal         | Plaats         |
| ----------- | --------- | ------------ | ------------ | ------------ | ------------ | ------------ | ------------ | -------------- | -------------- | -------------- | -------------- | -------------- | -------------- |
| Lena Bickel | meerkamp  | 13,366       | 12,266       | 13,066       | 12,433       | 51,131       | 39           | niet geplaatst | niet geplaatst | niet geplaatst | niet geplaatst | niet geplaatst | niet geplaatst |

### Judo
Mannen
| atleet      | onderdeel | eerste ronde         | tweede ronde          | derde ronde          | kwartfinale               | halve finale          | herkansing           | finale / BM          | finale / BM    |
| atleet      | onderdeel | tegenstander uitslag | tegenstander uitslag  | tegenstander uitslag | tegenstander uitslag      | tegenstander uitslag  | tegenstander uitslag | tegenstander uitslag | rang           |
| ----------- | --------- | -------------------- | --------------------- | -------------------- | ------------------------- | --------------------- | -------------------- | -------------------- | -------------- |
| Nils Stump  | −73 kg    | n.v.t.               | Erdenebayar V 00 - 01 | niet geplaatst       | niet geplaatst            | niet geplaatst        | niet geplaatst       | niet geplaatst       | niet geplaatst |
| Daniel Eich | -100 kg   | n.v.t.               | EOR Khankan W 10 - 00 | Elnahas W 01 - 00    | Sherazadishvili W 01 - 00 | Sulamanidze V 00 - 10 | bye                  | Paltchick V 00 - 01  | 5              |

Vrouwen
| atlete       | onderdeel | eerste ronde         | tweede ronde         | kwartfinale          | halve finale         | herkansing           | finale / BM          | finale / BM    |
| atlete       | onderdeel | tegenstander uitslag | tegenstander uitslag | tegenstander uitslag | tegenstander uitslag | tegenstander uitslag | tegenstander uitslag | rang           |
| ------------ | --------- | -------------------- | -------------------- | -------------------- | -------------------- | -------------------- | -------------------- | -------------- |
| Binta Ndiaye | −52 kg    | Fiora W 10 - 00      | Primo V 00 - 01      | niet geplaatst       | niet geplaatst       | niet geplaatst       | niet geplaatst       | niet geplaatst |

### Kanovaren

#### Kayak Cross
| atleet         | onderdeel       | tijdrit | tijdrit | ronde 1 | herkansingen | series | kwartfinale | halve finale | finale | finale |
| atleet         | onderdeel       | tijd    | rang    | rang    | rang         | rang   | rang        | rang         | rang   | rang   |
| -------------- | --------------- | ------- | ------- | ------- | ------------ | ------ | ----------- | ------------ | ------ | ------ |
| Martin Dougoud | KX-1 (mannen)   | 74.89   | 28      | 2 Q     | bye          | 2 Q    | 2 Q         | 4 FB         | 1      | 5      |
| Alena Marx     | KX-1 (vrouwen)L | 78.29   | 27      | 2 Q     | bye          | 2 Q    | 2 Q         | 4 FB         | 2      | 6      |

#### Slalom
Mannen
| atleet         | onderdeel  | series | series | series | series | series    | series | halve finale | halve finale | finale | finale |
| atleet         | onderdeel  | run 1  | rang   | run 2  | rang   | beste run | rang   | tijd         | rang         | tijd   | rang   |
| -------------- | ---------- | ------ | ------ | ------ | ------ | --------- | ------ | ------------ | ------------ | ------ | ------ |
| Martin Dougoud | K-1 slalom | 86,30  | 3      | 138,24 | 22     | 86,30     | 6 Q    | 93,07        | 7 Q          | 89,44  | 4      |

Vrouwen
| atlete     | onderdeel  | series | series | series | series | series    | series | halve finale | halve finale | finale         | finale         |
| atlete     | onderdeel  | run 1  | rang   | run 2  | rang   | beste run | rang   | tijd         | rang         | tijd           | rang           |
| ---------- | ---------- | ------ | ------ | ------ | ------ | --------- | ------ | ------------ | ------------ | -------------- | -------------- |
| Alena Marx | C-1 slalom | 109,66 | 12     | 111,10 | 14     | 109,66    | 16 Q   | 117,50       | 11           | 114,61         | 8              |
| Alena Marx | K-1 slalom | 102,13 | 18     | 98,22  | 14     | 98,22     | 17     | 123,62       | 19           | niet geplaatst | niet geplaatst |

### Klimsport

#### Boulder & Lead combined
Mannen
| Atleet         | Onderdeel | Kwalificatie | Kwalificatie | Kwalificatie | Kwalificatie | Kwalificatie | Kwalificatie | Finale         | Finale         | Finale         | Finale         | Finale         | Finale         |
| Atleet         | Onderdeel | Boulder      | Boulder      | Lead         | Lead         | Totaal       | Rang         | Boulder        | Boulder        | Lead           | Lead           | Totaal         | Rang           |
| Atleet         | Onderdeel | Resultaat    | Rang         | Resultaat    | Rang         | Totaal       | Rang         | Resultaat      | Rang           | Resultaat      | Rang           | Totaal         | Rang           |
| -------------- | --------- | ------------ | ------------ | ------------ | ------------ | ------------ | ------------ | -------------- | -------------- | -------------- | -------------- | -------------- | -------------- |
| Sascha Lehmann | mannen    | 24,0         | 16           | 12,1         | 14           | 36,1         | 17           | niet geplaatst | niet geplaatst | niet geplaatst | niet geplaatst | niet geplaatst | niet geplaatst |

### Moderne vijfkamp
| atleet               | onderdeel | onderdeel    | schermen (degen) | schermen (degen) | schermen (degen) | schermen (degen) | zwemmen (200 m vrije slag) | zwemmen (200 m vrije slag) | zwemmen (200 m vrije slag) | paardrijden (springen) | paardrijden (springen) | paardrijden (springen) | combinatie: schieten/lopen (10 m luchtpistool)/(3200 m) | combinatie: schieten/lopen (10 m luchtpistool)/(3200 m) | combinatie: schieten/lopen (10 m luchtpistool)/(3200 m) | totaal punten | rang |
| atleet               | onderdeel | onderdeel    | RR               | BR               | rang             | punten           | tijd                       | rang                       | punten                     | strafpunten            | rang                   | punten                 | tijd                                                    | rang                                                    | punten                                                  | totaal punten | rang |
| -------------------- | --------- | ------------ | ---------------- | ---------------- | ---------------- | ---------------- | -------------------------- | -------------------------- | -------------------------- | ---------------------- | ---------------------- | ---------------------- | ------------------------------------------------------- | ------------------------------------------------------- | ------------------------------------------------------- | ------------- | ---- |
| Alexandre Dallenbach | mannen    | halve finale | 21-14            | 0                | 5                | 230              | 1.58,28                    | 1                          | 314                        | 0,00                   | 1                      | 300                    | 10.34,14                                                | 15                                                      | 666                                                     | 1510          | 2 Q  |
| Alexandre Dallenbach | mannen    | finale       | 21-14            | 2                | 4                | 232              | 1.57,64                    | 16                         | 660                        | 7                      | 8                      | 293                    | 10.40,55                                                | 16                                                      | 660                                                     | 1500          | 14   |
| Anna Jurt            | vrouwen   | halve finale | 17-18            | 2                | 8                | 212              | 2.29,44                    | 17                         | 252                        | 14                     | 14                     | 286                    | 11.07,63                                                | 1                                                       | 633                                                     | 1383          | 9 Q  |
| Anna Jurt            | vrouwen   | finale       | 17-18            | 0                | 12               | 210              | 2.28,96                    | 18                         | 253                        | 0                      | 1                      | 300                    | 11.00,82                                                | 5                                                       | 640                                                     | 1403          | 11   |

### Paardensport

#### Dressuur
| ruiter        | paard     | onderdeel   | Grand Prix | Grand Prix | Grand Prix Special | Grand Prix Special | Grand Prix Freestyle | Grand Prix Freestyle | totaal         | totaal         |
| ruiter        | paard     | onderdeel   | score      | rang       | score              | rang               | technisch            | artistiek            | uitslag        | rang           |
| ------------- | --------- | ----------- | ---------- | ---------- | ------------------ | ------------------ | -------------------- | -------------------- | -------------- | -------------- |
| Andrina Suter | Fibonacci | individueel | 65,590     | 55         |                    |                    | niet geplaatst       | niet geplaatst       | niet geplaatst | niet geplaatst |

#### Eventing
| ruiter                               | paard                | onderdeel   | dressuur    | dressuur | cross-country | cross-country | cross-country | springen     | springen     | springen     | springen       | springen       | springen       | totaal      | totaal |
| ruiter                               | paard                | onderdeel   | dressuur    | dressuur | cross-country | cross-country | cross-country | kwalificatie | kwalificatie | kwalificatie | finale         | finale         | finale         | totaal      | totaal |
| ruiter                               | paard                | onderdeel   | strafpunten | rang     | strafpunten   | totaal        | rang          | strafpunten  | totaal       | rang         | strafpunten    | totaal         | rang           | strafpunten | rang   |
| ------------------------------------ | -------------------- | ----------- | ----------- | -------- | ------------- | ------------- | ------------- | ------------ | ------------ | ------------ | -------------- | -------------- | -------------- | ----------- | ------ |
| Robin Godel                          | Grandeur De Lully CH | individueel | 29,1        | 20       | 9,6           | 38,7          | 26            | 13,2         | 51,9         | 30           | niet geplaatst | niet geplaatst | niet geplaatst | 51,9        | 30     |
| Mélody Johner                        | Toubleu De Rueire    | individueel | 38,4        | 55       | 3,2           | 41,6          | 30            | 8,8          | 50,4         | 29           | niet geplaatst | niet geplaatst | niet geplaatst | 50,4        | 29     |
| Felix Vogg                           | Dao De L'Ocean       | individueel | 22,1        | 5        | 0,0           | 22,1          | 4             | 4,0          | 26,1         | 6            | 4,4            | 30,5           | 8              | 30,5        | 8      |
| Robin Godel Mélody Johner Felix Vogg | zie hierboven        | team        | 89,6        | 7        | 12,8          | 102,4         | 4             | 26           | 128,4        | 5            | n.v.t.         | n.v.t.         | n.v.t.         | 128,4       | 5      |

#### Jumping
| ruiter                                   | paard                                             | onderdeel   | kwalificatie | kwalificatie | finale         | finale         | finale         |
| ruiter                                   | paard                                             | onderdeel   | strafpunten  | rang         | strafpunten    | tijd           | rang           |
| ---------------------------------------- | ------------------------------------------------- | ----------- | ------------ | ------------ | -------------- | -------------- | -------------- |
| Martin Fuchs                             | Leone Jei                                         | individueel | 0            | 5 Q          | 4              | 82,21          | 10             |
| Steve Guerdat                            | Dynamix de Belheme                                | individueel | 0            | 6 Q          | 0              | 80,99          | Zilver         |
| Edouard Schmitz                          | Gamin Van't Naast-veldhof                         | individueel | 8            | 45           | niet geplaatst | niet geplaatst | niet geplaatst |
| Martin Fuchs Steve Guerdat Pius Schwizer | Leone Jei Dynamix de Belheme Vancouver de Lanlore | team        | 24           | 12           | niet geplaatst | niet geplaatst | niet geplaatst |

### Roeien
Mannen
| atleet                                                   | onderdeel         | series  | series | herkansingen | herkansingen | kwartfinale | kwartfinale | halve finale | halve finale | finale  | finale |
| atleet                                                   | onderdeel         | tijd    | rang   | tijd         | rang         | tijd        | rang        | tijd         | rang         | tijd    | rang   |
| -------------------------------------------------------- | ----------------- | ------- | ------ | ------------ | ------------ | ----------- | ----------- | ------------ | ------------ | ------- | ------ |
| Raphaël Ahumada Jan Schäuble                             | lichte dubbeltwee | 6.24,88 | 1 HA/B | bye          | bye          | n.v.t.      | n.v.t.      | 6.24,31      | 2 FA         | 6.16,50 | 4      |
| Andrin Gulich Roman Röösli                               | twee-zonder       | 6.32,71 | 4 H    | 6.47,38      | 1 HA/B       | n.v.t.      | n.v.t.      | 6.32,18      | 2 FA         | 6.24,76 | Brons  |
| Scott Bärlocher Dominic Condrau Maurin Lange Jonah Plock | dubbelvier        | 5.49,50 | 3 H    | 5.52,55      | 2 FA         | n.v.t.      | n.v.t.      | n.v.t.       | n.v.t.       | 5.58,04 | 6      |
| Patrick Brunner Tim Roth Kai Schatzle Joel Schurch       | vier-zonder       | 6.10,86 | 4 H    | 6.00,29      | 5 FB         | n.v.t.      | n.v.t.      | n.v.t.       | n.v.t.       | 6.02,61 | 9      |

Vrouwen
| atleet                                                      | onderdeel  | series  | series | herkansingen | herkansingen | kwartfinale | kwartfinale | halve finale | halve finale | finale  | finale |
| atleet                                                      | onderdeel  | tijd    | rang   | tijd         | rang         | tijd        | rang        | tijd         | rang         | tijd    | rang   |
| ----------------------------------------------------------- | ---------- | ------- | ------ | ------------ | ------------ | ----------- | ----------- | ------------ | ------------ | ------- | ------ |
| Aurelia-Maxima Katharina Janzen                             | skiff      | 7.41,15 | 2 KF   | bye          | bye          | 7.31,12     | 2 HA/B      | 7.31,65      | 5 FB         | 7.27,01 | 9      |
| Celia Dupre Lisa Lotscher Fabienne Schweizer Pascale Walker | dubbelvier | 6.16,91 | 3 H    | 6.26,82      | 1 FA         | n.v.t.      | n.v.t.      | n.v.t.       | n.v.t.       | 6.20,12 | 4      |

Legenda: FA=finale A (medailles); FB=finale B (geen medailles); FC=finale C (geen medailles); FD=finale D (geen medailles); FE=finale E (geen medailles); FF=finale F (geen medailles); HA/B=halve finale A/B; HC/D=halve finale C/D; HE/F=halve finale E/F; KF=kwartfinale; H=herkansing

### Schermen
Vrouwen
| atleet        | onderdeel | eerste ronde         | tweede ronde         | derde ronde          | kwartfinale          | halve finale         | finale / BM          | finale / BM    |
| atleet        | onderdeel | tegenstander uitslag | tegenstander uitslag | tegenstander uitslag | tegenstander uitslag | tegenstander uitslag | tegenstander uitslag | rang           |
| ------------- | --------- | -------------------- | -------------------- | -------------------- | -------------------- | -------------------- | -------------------- | -------------- |
| Alexis Bayard | degen     | bye                  | Loyola V 9 - 15      | niet geplaatst       | niet geplaatst       | niet geplaatst       | niet geplaatst       | niet geplaatst |

Vrouwen
| atleet          | onderdeel | eerste ronde         | tweede ronde         | derde ronde          | kwartfinale          | halve finale         | finale / BM          | finale / BM    |
| atleet          | onderdeel | tegenstander uitslag | tegenstander uitslag | tegenstander uitslag | tegenstander uitslag | tegenstander uitslag | tegenstander uitslag | rang           |
| --------------- | --------- | -------------------- | -------------------- | -------------------- | -------------------- | -------------------- | -------------------- | -------------- |
| Pauline Brunner | degen     | bye                  | Husisian V 11 - 12   | niet geplaatst       | niet geplaatst       | niet geplaatst       | niet geplaatst       | niet geplaatst |

### Schietsport
Mannen
| atleet         | onderdeel               | kwalificaties | kwalificaties | finale         | finale         |
| atleet         | onderdeel               | punten        | rang          | punten         | rang           |
| -------------- | ----------------------- | ------------- | ------------- | -------------- | -------------- |
| Jason Solari   | 10 m luchtpistool       | 573           | 20            | niet geplaatst | niet geplaatst |
| Christoph Dürr | 50 m geweer 3 houdingen | 586           | 22            | niet geplaatst | niet geplaatst |

Vrouwen
| atlete         | onderdeel                  | kwalificaties | kwalificaties | finale         | finale         |
| atlete         | onderdeel                  | punten        | rang          | punten         | rang           |
| -------------- | -------------------------- | ------------- | ------------- | -------------- | -------------- |
| Audrey Gogniat | 10 m luchtgeweer           | 632,6         | 3             | 230,3          | Brons          |
| Nina Christen  | 10 m luchtgeweer           | 627,1         | 23            | niet geplaatst | niet geplaatst |
| Nina Christen  | 50 m geweer drie houdingen | 582           | 21            | niet geplaatst | niet geplaatst |
| Chiara Leone   | 50 m geweer drie houdingen | 592           | 3             | 464,4 OR       | Goud           |

### Tennis
Mannen
| atleet        | onderdeel | eerste ronde         | tweede ronde         | derde ronde          | kwartfinale          | halve finale         | finale / BM          | finale / BM    |
| atleet        | onderdeel | tegenstander uitslag | tegenstander uitslag | tegenstander uitslag | tegenstander uitslag | tegenstander uitslag | tegenstander uitslag | rang           |
| ------------- | --------- | -------------------- | -------------------- | -------------------- | -------------------- | -------------------- | -------------------- | -------------- |
| Stan Wawrinka | enkelspel | AIN Kotov W 6-1, 6-1 | Popyrin V 4-6, 5-7   | niet geplaatst       | niet geplaatst       | niet geplaatst       | niet geplaatst       | niet geplaatst |

Vrouwen
| atleet            | onderdeel | eerste ronde         | tweede ronde         | derde ronde          | kwartfinale          | halve finale         | finale / BM          | finale / BM    |
| atleet            | onderdeel | tegenstander uitslag | tegenstander uitslag | tegenstander uitslag | tegenstander uitslag | tegenstander uitslag | tegenstander uitslag | rang           |
| ----------------- | --------- | -------------------- | -------------------- | -------------------- | -------------------- | -------------------- | -------------------- | -------------- |
| Viktorija Golubic | enkelspel | Pegula V 3-6, 4-6    | niet geplaatst       | niet geplaatst       | niet geplaatst       | niet geplaatst       | niet geplaatst       | niet geplaatst |

### Triatlon
Individueel
| Atleet         | Evenement | Zwemmen(1.5 km) | Rang 1 | Fietsen (40 km) | Rang 2 | Lopen(10 km) | Totaal Tijd | Ranking |
| -------------- | --------- | --------------- | ------ | --------------- | ------ | ------------ | ----------- | ------- |
| Adrien Briffod | Mannen    | 21.30           | 35     | 54.30           | 37     | 35.06        | 1.52.21     | 49      |
| Max Studer     | Mannen    | 22.24           | 44     | 53.36           | 42     | 32.51        | 1.50.07     | 40      |
| Julie Derron   | Vrouwen   | 22.51           | 15     | 57.58           | 1      | 32.51        | 1.55.01     | Zilver  |
| Cathia Schär   | Vrouwen   | 26.14           | 51     | 59.02           | 37     | 36.45        | 2.03.28     | 43      |

Gemengd
| Atleet             | Evenement   | Zwemmen (300 m) | Rang 1 | Fietsen (7 km) | Rang 2 | Lopen (2 km) | Rang 3 | Totaal Groeps tijd | Ranking |
| ------------------ | ----------- | --------------- | ------ | -------------- | ------ | ------------ | ------ | ------------------ | ------- |
| Max Studer         | Mixed relay | 4.29            | 15     | 9.24           | 11     | 4.49         | 3      | 20.08              | n.v.t.  |
| Julie Derron       | Mixed relay | 5.08            | 4      | 10.29          | 3      | 5.32         | 3      | 22.44              | n.v.t.  |
| Sylvain Fridelance | Mixed relay | 4.24            | 3      | 9.43           | 5      | 5.12         | 6      | 20.47              | n.v.t.  |
| Cathia Schär       | Mixed relay | 5.35            | 8      | 10.20          | 5      | 6.03         | 7      | 23.37              | n.v.t.  |
| Totaal             | Mixed relay | n.v.t.          | n.v.t. | n.v.t.         | n.v.t. | n.v.t.       | n.v.t. | 1.27.16            | 7       |

### Volleybal

#### Beachvolleybal
| atleten                      | onderdeel | eerste ronde                         | eerste ronde                                     | eerste ronde                             | eerste ronde | tussenronde          | achtste finale                   | kwartfinale                                      | halve finale                                     | finale / BM                               | finale / BM    |
| atleten                      | onderdeel | tegenstander uitslag                 | tegenstander uitslag                             | tegenstander uitslag                     | stand        | tegenstander uitslag | tegenstander uitslag             | tegenstander uitslag                             | tegenstander uitslag                             | tegenstander uitslag                      | rang           |
| ---------------------------- | --------- | ------------------------------------ | ------------------------------------------------ | ---------------------------------------- | ------------ | -------------------- | -------------------------------- | ------------------------------------------------ | ------------------------------------------------ | ----------------------------------------- | -------------- |
| Nina Brunner Tanja Hüberli   | vrouwen   | Álvarez - Moreno W 21-12, 21-19      | Lippmann - Ludwig W 21-9, 21-15                  | Placette - Richard W 21-11, 21-8         | 1 Q          | bye                  | Fernández - Soria W 21-18, 21-19 | Cheng - Hughes W 21-18, 21-19                    | Humana-Paredes - Wilkerson V 21-14, 20-22, 12-15 | Clancy - Artacho del Solar W 21-17, 21-15 | Brons          |
| Esmée Böbner Zoé Vergé-Dépré | vrouwen   | Graudiņa - Kravčenoka W 21-15, 21-14 | Humana-Paredes - Wilkerson W 21-18, 13-21, 15-11 | Poletti - Valiente W 23-12, 18-21, 15-12 | 1 Q          | bye                  | Xia X - Xue C W 29-27, 21-16     | Clancy - Artacho del Solar V 19-21, 21-16, 12-15 | niet geplaatst                                   | niet geplaatst                            | niet geplaatst |

### Wielersport

#### Baanwielrennen
Koppelkoers
| atleet                      | onderdeel             | punten | rondes | rang |
| --------------------------- | --------------------- | ------ | ------ | ---- |
| Michelle Andres Aline Seitz | koppelkoers (vrouwen) | 0      | 0      | 14   |

Omnium
| atleet      | onderdeel        | scratchrace | scratchrace | temporace | temporace | afvalrace | afvalrace | puntenrace | puntenrace | totaal punten | rang |
| atleet      | onderdeel        | rang        | punten      | rang      | punten    | rang      | punten    | rang       | punten     | totaal punten | rang |
| ----------- | ---------------- | ----------- | ----------- | --------- | --------- | --------- | --------- | ---------- | ---------- | ------------- | ---- |
| Alex Vogel  | omnium (mannen)  | 11          | 20          | 4         | 23        | 17        | 8         | 18         | 0          | 11            | 62   |
| Aline Seitz | omnium (vrouwen) | 9           | 24          | 11        | 20        | 19        | 4         | 12         | 21         | 69            | 12   |

#### BMX
Freestyle
| atleet          | onderdeel           | plaatsingsronde | plaatsingsronde | finale         | finale         |
| atleet          | onderdeel           | score           | rang            | score          | rang           |
| --------------- | ------------------- | --------------- | --------------- | -------------- | -------------- |
| Nikita Ducarroz | freestyle (vrouwen) | 79,78           | 10              | niet geplaatst | niet geplaatst |

Race
| atleet           | onderdeel      | kwartfinale | kwartfinale | last chance race | last chance race | halve finale | halve finale | finale         | finale         |
| atleet           | onderdeel      | punten      | rang        | tijd             | rang             | punten       | rang         | uitslag        | rang           |
| ---------------- | -------------- | ----------- | ----------- | ---------------- | ---------------- | ------------ | ------------ | -------------- | -------------- |
| Cédric Butti     | race (mannen)  | 10          | 8 Q         | bye              | bye              | 10           | 5 Q          | 32,124         | 4              |
| Simon Marquart   | race (mannen)  | 17          | 19 q        | 33,328           | 2 Q              | 9            | 4 Q          | 44,914         | 7              |
| Nadine Aeberhard | race (vrouwen) | 15          | 11 Q        | bye              | bye              | 19           | 13           | niet geplaatst | niet geplaatst |
| Zoé Claessens    | race (vrouwen) | 8           | 8 Q         | bye              | bye              | 11           | 6 Q          | 35,060         | Brons          |

#### Mountainbiken
| atleet            | onderdeel               | tijd    | rang |
| ----------------- | ----------------------- | ------- | ---- |
| Mathias Flückiger | cross-country (mannen)  | 1.27.42 | 5    |
| Nino Schurter     | cross-country (mannen)  | 1.28.44 | 9    |
| Sina Frei         | cross-country (vrouwen) | 1.35.34 | 21   |
| Alessandra Keller | cross-country (vrouwen) | 1.30.43 | 7    |

#### Wegwielrennen
Mannen
| atleet           | onderdeel    | tijd          | rang          |
| ---------------- | ------------ | ------------- | ------------- |
| Stefan Bissegger | wegwedstrijd | terugtrekking | terugtrekking |
| Stefan Bissegger | tijdrit      | 37.38,57      | 6             |
| Stefan Küng      | wegwedstrijd | 6.20.50       | 7             |
| Stefan Küng      | tijdrit      | 37.47,67      | 8             |
| Marc Hirschi     | wegwedstrijd | 6.21.47       | 16            |

Vrouwen
Marlen Reusser maakte origineel deel uit van de Zwitserse selectie om haar zilveren medaille in de tijdrit van Tokio te verdedigen. Zij moest echter afhaken omwille van aanhoudende virusinfecties en werd vervangen door Elena Hartmann.
| atleet         | onderdeel    | tijd     | rang |
| -------------- | ------------ | -------- | ---- |
| Elise Chabbey  | wegwedstrijd | 4.04.23  | 18   |
| Noemi Rüegg    | wegwedstrijd | 4.01.27  | 7    |
| Linda Zanetti  | wegwedstrijd | 4.10.47  | 65   |
| Elena Hartmann | wegwedstrijd | 4.08.14  | 57   |
| Elena Hartmann | tijdrit      | 42.58,90 | 17   |

### Zeilen
Mannen
| atleet       | onderdeel | voorrondes | voorrondes | voorrondes | voorrondes | voorrondes | voorrondes | voorrondes | voorrondes | voorrondes | voorrondes | voorrondes | voorrondes | voorrondes | voorrondes  | voorrondes  | voorrondes  | voorrondes  | voorrondes  | voorrondes  | voorrondes  | voorrondes | voorrondes | kwartfinale | halve finale   | finale         |
| atleet       | onderdeel | 1          | 2          | 3          | 4          | 5          | 6          | 7          | 8          | 9          | 10         | 11         | 12         | 13         | 14          | 15          | 16          | 17          | 18          | 19          | 20          | totaal     | rang       | kwartfinale | halve finale   | finale         |
| ------------ | --------- | ---------- | ---------- | ---------- | ---------- | ---------- | ---------- | ---------- | ---------- | ---------- | ---------- | ---------- | ---------- | ---------- | ----------- | ----------- | ----------- | ----------- | ----------- | ----------- | ----------- | ---------- | ---------- | ----------- | -------------- | -------------- |
| Elia Colombo | IQFoil    | 9          | 7          | 22         | 6          | 11         | 10         | 25         | 7          | 13         | 9          | 14         | 13         | 1          | geannuleerd | geannuleerd | geannuleerd | geannuleerd | geannuleerd | geannuleerd | geannuleerd | 101        | 11 Q       | 4           | niet geplaatst | niet geplaatst |

| atleet                             | onderdeel | race | race | race | race | race | race | race | race | race | race | race | race | race | netto punten | eindnotering |
| atleet                             | onderdeel | 1    | 2    | 3    | 4    | 5    | 6    | 7    | 8    | 9    | 10   | 11   | 12   | M    | netto punten | eindnotering |
| ---------------------------------- | --------- | ---- | ---- | ---- | ---- | ---- | ---- | ---- | ---- | ---- | ---- | ---- | ---- | ---- | ------------ | ------------ |
| Sébastien Schneiter Arno de Planta | 49er      | 2    | 9    | 11   | 17   | 3    | 19   | 1    | 5    | 15   | 6    | 4    | 19   | 12   | 104          | 8            |

Vrouwen
| atleet          | onderdeel    | voorrondes | voorrondes | voorrondes | voorrondes | voorrondes | voorrondes | voorrondes  | voorrondes  | voorrondes  | voorrondes  | voorrondes  | voorrondes  | voorrondes  | voorrondes  | voorrondes  | voorrondes  | voorrondes | voorrondes | halve finale(s) | halve finale(s) | halve finale(s) | halve finale(s) | halve finale(s) | halve finale(s) | halve finale(s) | halve finale(s) | finales(s)     | finales(s)     | finales(s)     | finales(s)     | finales(s)     | finales(s)     | finales(s)     | finales(s)     |
| atleet          | onderdeel    | 1          | 2          | 3          | 4          | 5          | 6          | 7           | 8           | 9           | 10          | 11          | 12          | 13          | 14          | 15          | 16          | tot.       | rang       | 1               | 2               | 3               | 4               | 5               | 6               | tot.            | rang            | 1              | 2              | 3              | 4              | 5              | 6              | tot.           | rang           |
| --------------- | ------------ | ---------- | ---------- | ---------- | ---------- | ---------- | ---------- | ----------- | ----------- | ----------- | ----------- | ----------- | ----------- | ----------- | ----------- | ----------- | ----------- | ---------- | ---------- | --------------- | --------------- | --------------- | --------------- | --------------- | --------------- | --------------- | --------------- | -------------- | -------------- | -------------- | -------------- | -------------- | -------------- | -------------- | -------------- |
| Elena Lengwiler | Formula Kite | 3          | 6          | 1          | 15,5       | 1          | DNS 21     | geannuleerd | geannuleerd | geannuleerd | geannuleerd | geannuleerd | geannuleerd | geannuleerd | geannuleerd | geannuleerd | geannuleerd | 26,5       | 6 Q        | 2,1             | geannuleerd     | geannuleerd     | geannuleerd     | geannuleerd     | geannuleerd     | 2,1             | 2               | niet geplaatst | niet geplaatst | niet geplaatst | niet geplaatst | niet geplaatst | niet geplaatst | niet geplaatst | niet geplaatst |

| atlete     | onderdeel | race | race | race | race | race | race | race | race | race | race        | race   | race   | race | netto punten | eindnotering |
| atlete     | onderdeel | 1    | 2    | 3    | 4    | 5    | 6    | 7    | 8    | 9    | 10          | 11     | 12     | M    | netto punten | eindnotering |
| ---------- | --------- | ---- | ---- | ---- | ---- | ---- | ---- | ---- | ---- | ---- | ----------- | ------ | ------ | ---- | ------------ | ------------ |
| Maud Jayet | ILCA 6    | 16   | 4    | 3    | 8    | 13   | 17   | 7    | 8    | 23   | geannuleerd | n.v.t. | n.v.t. | 14   | 90           | 4            |

Gemengd
| atlete                        | onderdeel | race   | race | race | race | race | race | race | race | race | race        | race   | race   | race | netto punten | eindnotering |
| atlete                        | onderdeel | 1      | 2    | 3    | 4    | 5    | 6    | 7    | 8    | 9    | 10          | 11     | 12     | M    | netto punten | eindnotering |
| ----------------------------- | --------- | ------ | ---- | ---- | ---- | ---- | ---- | ---- | ---- | ---- | ----------- | ------ | ------ | ---- | ------------ | ------------ |
| Yves Mermod Maja Siegenthaler | 470       | BFD 20 | 1    | 14   | 16   | 4    | 7    | 1    | 9    | 16   | geannuleerd | n.v.t. | n.v.t. | 68   | 8            |              |

### Zwemmen
Mannen
| atleet                                                        | onderdeel          | series        | series | halve finale   | halve finale   | finale         | finale         |                |
| atleet                                                        | onderdeel          | tijd          | rang   | tijd           | rang           | tijd           | rang           |                |
| ------------------------------------------------------------- | ------------------ | ------------- | ------ | -------------- | -------------- | -------------- | -------------- | -------------- |
| Thierry Bollin                                                | 50 m vrije slag    | 22,95         | 42     | niet geplaatst | niet geplaatst | niet geplaatst | niet geplaatst |                |
| Thierry Bollin                                                | 100 m rugslag      | 54,35         | 26     | niet geplaatst | niet geplaatst | niet geplaatst | niet geplaatst |                |
| Roman Mityukov                                                | 100 m rugslag      | 100 m rugslag | 53,94  | 17             | Niet geplaatst | Niet geplaatst | Niet geplaatst | Niet geplaatst |
| Roman Mityukov                                                | 200 m rugslag      | 1.56,62       | 1 Q    | 1.56,05        | 2 Q            | 1.54,85 NR     | Brons          |                |
| Antonio Djakovic                                              | 200 m vrije slag   | 1.47,46       | 17     | niet geplaatst | niet geplaatst | niet geplaatst | niet geplaatst |                |
| Antonio Djakovic                                              | 400 m vrije slag   | 3,49,77       | 23     | n.v.t.         | n.v.t.         | niet geplaatst | niet geplaatst |                |
| Noè Ponti                                                     | 100 m vlinderslag  | 50,65         | 3 Q    | 50,60          | 6 Q            | 50,55          | 4              |                |
| Noè Ponti                                                     | 200 m vlinderslag  | 1.54,77       | 3 Q    | 1.54,14 NR     | 4 Q            | 1.54,14        | 5              |                |
| Jérémy Desplanches                                            | 200 m wisselslag   | 1.58,46       | 9 Q    | 1.58,93        | niet geplaatst | niet geplaatst |                |                |
| Antonio Djakovic Nils Liess Jérémy Desplanches Tiago Behar    | 4x200 m vrije slag | 7.18,06       | 16     | n.v.t.         | n.v.t.         | niet geplaatst | niet geplaatst |                |
| Roman Mityukov Jérémy Desplanches Nils Liess Antonio Djakovic | 4x100 m wisselslag | 3.38,74       | 15     | n.v.t.         | n.v.t.         | niet geplaatst | niet geplaatst |                |

Vrouwen
| atleet     | onderdeel        | series  | series | halve finale   | halve finale   | finale         | finale         |
| atleet     | onderdeel        | tijd    | rang   | tijd           | rang           | tijd           | rang           |
| ---------- | ---------------- | ------- | ------ | -------------- | -------------- | -------------- | -------------- |
| Lisa Mamié | 100 m schoolslag | 1.07,65 | 23     | niet geplaatst | niet geplaatst | niet geplaatst | niet geplaatst |
| Lisa Mamié | 200 m schoolslag | 2.26,39 | 17     | niet geplaatst | niet geplaatst | niet geplaatst | niet geplaatst |